# 울산 대규모 정전 사태
울산 대규모 정전은 2023년 12월 6일, 대한민국 울산광역시 남구와 울주군 일대에 발생한 대규모 정전 사태이다. 이 사태로 정전 지역의 15만 5천여 세대가 불편을 겪었고 정전은 2시간 가까이 지속되었으며 변전소 작업 실수가 원인이었다.

## 원인
당시 울산 남구 옥동변전소에서 개폐기의 절연 장치 고장으로 인해 정전이 일어났다고 한다. 노후 개폐기 교체 작업을 진행 중에 전력을 공급하는 모선 2개 중 1개의 전기를 끊고 작업하고 있던 것이다. 하지만 한전은 해당 작업구역이 아닌 다른 쪽의 개폐장치 내부의 절연 파괴로 추정된다고 했다.
2024년 4월 18일 조사 결과 정전 사태의 결정적인 원인은 작업 실수로 밝혀졌다. 산업통상자원부의 조사는 시공사와 감리사의 작업절차 미준수와 작업관리 미흡이 원인이었다. 가스절연개폐장치 교체 후 일부 구간에서 가스가 새는 것을 고치는 누기 보수 작업 중이었는데 시공사는 일부 밸브가 열린 것을 모르고 보수 구간에서 절연가스를 작업을 진행했다. 이로 인해 개폐장치의 다른 구간에서 가스 누출로 내부 절연체가 파괴되어 정전이 일어났던 것이다.

## 사태 경과
정전 사태는 당일 오후 3시 37분 울산 남구 옥동, 신정동, 무거동, 달동, 선암동, 상개동, 야음동과 울주군 범서읍에서 발생했고 15만 5천여 세대가 정전 피해를 보게 됐다. 정전은 오후 5시 25분에 복구되었고 피해액은 1억 8천만원으로 추산됐다. 정전으로 직접 피해액 보상을 신청한 200여 세대는 한전으로부터 손해사정을 거쳐 5월에 보상금을 지급받는다. 또한 한전은 이번 정전으로 인해 송·배전 관리체계를 전면 개선하기 위해 2034년까지 4조원을 투자할 예정이다.